# 岡村幸彦
岡村 幸彦（おかむら ゆきひこ、1959年1月1日 - ）は、日本の実業家。セレンディピティ株式会社代表取締役。
有限会社アイセイ薬局社長、株式会社アイセイ・メディケア社長、株式会社エルストファーマ社長、株式会社愛誠会社長、赤玉薬品株式会社社長、株式会社ジェネコ社長、株式会社アイセイ薬局社長、株式会社アース社長、有限会社すみれ薬局社長、株式会社グリーン薬局社長などを歴任した。

## 来歴

### 生い立ち
静岡県静岡市駿河区生まれ。静岡県立静岡高等学校を経て、1982年静岡薬科大学薬学部卒業。1984年千葉県市川市アイセイ薬局を開設。

### 実業家として
1987年8月、アイセイ薬局を有限会社化し、同社代表取締役社長就任。2003年社会福祉法人愛誠会を設立し、理事長に就任し、静岡県内での知的障害者の就労支援なども行った。2012年12月に健康上の理由でアイセイ薬局取締役に退いたが、2013年5月にアイセイ薬局代表取締役社長に復帰。2015年アイセイ薬局取締役。2019年セレンディピティを設立し、日本大学医学部附属板橋病院敷地内にセレン薬局を開設。